# Hans Wessely
Hans Wessely (Viena, 23 de desembre de 1862 - Innsbruck, setembre de 1926) fou un violinista austríac.
Deixeble de Jacob Grün en el Conservatori de Viena, va fer la seva presentació pública quan tenia vint anys. El gran èxit assolit el decidí a fer una gira per les principals ciutats d'Europa. El 1889 fou nomenat professor del Royal College of Music de Londres, i el 1900 fundà en aquella capital un quartet que portava el seu nom. Fou considerat per la crítica com un dels interpretes més conscienciosos dels autors clàssics.
El seu amic, el compositor Gustav Ernest, assassinat pels nazis el 1941, li'n va dedicar un concert per a violí i piano l'any 1909.